# Dinah Mezzomo
Dinah Mezzomo (Passo Fundo, 25 de abril de 1920 — Rio de Janeiro, 19 de março de 2011) foi uma atriz brasileira. Era filha de Raymundo João Mezzomo e Thereza Zoletti, descendentes de italianos que emigraram para o Brasil no final do século XIX.

## Filmografia

### Cinema
| Ano  | Título                        | Personagem      |
| ---- | ----------------------------- | --------------- |
| 1975 | Pureza Proibida               | Madre Noviciada |
| 1975 | Amantes, Amanhã Se Houver Sol | Olga            |
| 1975 | Com Um Grilo na Cama          | Tia Dina        |
| 1975 | O Filho do Chefão             | —               |
| 1975 | Ladrão de Bagdá, O Magnífico  | Zenóbia         |
| 1951 | Maria da Praia                | Maria           |
| 1950 | Não É Nada Disso              | —               |
| 1950 | O Noivo de Minha Mulher       | —               |
| 1949 | Terra Violenta                | —               |
| 1948 | É Com Este Que Eu Vou         | —               |
| 1947 | Asas do Brasil                | —               |

### Televisão
| Ano  | Título                 | Personagem | Notas                                  |
| ---- | ---------------------- | ---------- | -------------------------------------- |
| 1974 | Caso Especial          | —          | Episódio: "Exercício Findo"            |
| 1972 | Selva de Pedra         | —          |                                        |
| 1954 | Teatro de Mistério     | —          | Episódio: "O Crime do Palacete Isabel" |
| 1954 | As Aventuras de Suzana | —          |                                        |
| 1952 | Grande Teatro Tupi     | —          | Episódio: "Pedacinho de Gente"         |

## No teatro[7]
- O Pensamento (1954)
- Conflito Sem Paixão (1953)
- Pedacinho de Gente (1953)
- A Desconhecida de Arras (1953)
- Exaltação (1951)